# 陵阳河遗址
陵阳河遗址，位于山东省日照市莒县陵阳乡陵阳河村、大寺村，是中华人民共和国山东省文物保护单位之一。
1992年6月12日，授予山东省文物保护单位，是一座古遗址。